# 茉白実歩
茉白 実歩（ましろ みほ、1998年8月6日 - ）は、日本の女性声優、タレント。愛知県豊田市出身。TYK Promotion所属。
2020年10月1日、小原観光協会より「おばらシキザクラ観光大使」に任命された。

## 人物
豊田東高等学校、名古屋スクールオブミュージック&ダンス専門学校出身。
専門学校在学中に「ナゴヤセイユウオーディション」にエントリーし合格。TYK Promotion所属となる。
趣味はVtuber（ルンルンなど）、ポケモン、ちいかわ（特にハチワレ）。

## 出演

### ラジオ
2019年
- メディアスFM『ANIMAN』

2020年
- ZIP-FM『SCK～サブカルキングダムS～』準レギュラー
- ZIP-FM『Mirror Park』

2021年
- ZIP-FM『SCK～サブカルキングダム7～』レギュラー
- TBSラジオ『滋慶学園COMグループ presents あなたの夢はなんですか？』

2024年
- 東海ラジオ『NEXTracks』（水曜日担当）

2025年
- 東海ラジオ『アニマニオンエア！』

### アニメ
2020年
- オメテオトル≠HERO（異種族〈母〉）

2021年
- ホラーファンデーション
- 八十亀ちゃんかんさつにっき 3さつめ（ガヤ）
- Vapor Trail（ノルン・ルーヴ）
- シキザクラ（明神逢花、明神葉月）

2022年
- モリスちゃんのぼうけん おともだちっていいね（モリスちゃん）

### ナレーション
2020年
- 中京テレビ『オトナティック2019』CM
- 『東海ウォーカー』CM
- 赤川花火大会 CV
- 『カムガキ』CM
- メ〜テレ『アップ！』ボイスオーバー
- NHK『#乳がんダイアリー 矢方美紀』
- 『ショウダンデス』CM
- 環境デーなごや実行委員会『生ゴミ出さないプロジェクト』
- SSSガード
- 朝日大学 入試案内

2021年
- 積水化学工業 VP
- 愛知県警 警察官募集VTR
- 愛知県千種警察署 メロディーパトロール

2022年
- BS11 『SKE48のご褒美グルメ』
- 林製麺所 テレビCM
- 玉越 エンタメタクシー

2023年
- 名古屋テレビ放送 最終列車で始まる恋

### テレビ（実写）
- 進め！豊田少年家族（ひまわりネットワーク、2023年4月8日 - ）- 娘役[11]
- キン・ドニーチ（テレビ愛知、2023年8月18日）

### TVCM
2020年
- VTrack 

2022年
- 愛知県選挙管理委員会 

2023年
- 日本電子機器補修協会 「再生パソコン」編

### 配信番組
- Locipo『ナゴヤアニメプロジェクト』（2019年 - ）
- 『WCS2020 ONLINE』（2020年）[14]
- YouTube 『おばらシキザクラ観光チャンネル』（2020年 - ）[15]

### その他
- トヨタヴェルブリッツ - サブDJ（2022年 - 2023年）[16]
- オバケン レストランif『ハーヴェスト』（田所アヤノ）
- シキザクラ ヒーローショー（明神逢花）
- 名古屋オーシャンズ - サブDJ（2023年 - ）[17]
- ほてる小栁津　こやいずくん（2024年 - ）[18]

- ラブリッジ名古屋 - スタジアムDJ（2024年 - ）[19]
- 名古屋グランパス - アシスタントMC（2025年 - ）[20]